# Косово на літніх Олімпійських іграх 2020
Косово взяло участь у літніх Олімпійських іграх 2020 року в Токіо, Японія, з 23 липня до 8 серпня 2021 року. Країна була представлена Олімпійським комітетом Косово (KOK / OKK) з делегацією з одинадцяти осіб.

## Передумови
Після 127-ї сесії МОК в 2014 році Косово було оголошено офіційним членом Міжнародного олімпійського комітету (МОК) і отримало право брати участь як незалежна держава в міжнародних спортивних заходах.  Тому Косово дебютувало на Олімпійських іграх як держава на літніх Олімпійських іграх 2016 року в Ріо-де-Жанейро, Бразилія.  Відзначаючи другу національну участь в країні, літні Олімпійські ігри 2020 року спочатку мали відбутися з 24 липня по 9 серпня 2020 року, але були перенесені на 2021 рік в результаті пандемії COVID-19. 

## Медалісти
| Медаль | Спортсмен        | Вид спорту | Дисципліна      | Дата     |
| ------ | ---------------- | ---------- | --------------- | -------- |
| Золото | Дістрія Краснічі | Дзюдо      | Жінки, до 48 кг | 24 липня |
| Золото | Нора Г'якова     | Дзюдо      | Жінки, до 57 кг | 26 липня |

| Вид спорту | 1 | 2 | 3 | Усього |
| Дзюдо      | 2 | 0 | 0 | 2      |
| Усього     | 2 | 0 | 0 | 2      |

| Медалі за датою | Медалі за датою | Медалі за датою | Медалі за датою | Медалі за датою | Медалі за датою |
| --------------- | --------------- | --------------- | --------------- | --------------- | --------------- |
| Дата            | 1               | 2               | 3               | Усього          |                 |
| 24 липня        | 1               | 0               | 0               | 1               |                 |
| 26 липня        | 1               | 0               | 0               | 1               |                 |
| Усього          | 2               | 0               | 0               | 2               |                 |

## Спортсмени
Далі наводиться список кількості учасників, які беруть участь у Іграх:
| Вид спорту     | Чоловіки | Жінки | Усього |
| -------------- | -------- | ----- | ------ |
| Легка атлетика | 1        | 0     | 1      |
| Бокс           | 0        | 1     | 1      |
| Дзюдо          | 1        | 4     | 5      |
| Стрільба       | 1        | 0     | 1      |
| Плавання       | 1        | 1     | 2      |
| Боротьба       | 1        | 0     | 1      |
| Усього         | 5        | 6     | 11     |

## Легка атлетика
Косово отримало слот універсальності від IAAF для відправлення одного спортсмена на Олімпіаду. 
Легенда
- Note —  для трекових дисциплін місце вказане лише для забігу, в якому взяв участь спортсмен
- Q = Кваліфікований для наступного раунду
- q = Кваліфікований на наступний раунд за добором; для трекових дисциплін, хто був найшвидшим, але програв, для технічних дисциплін — за місцем без досягнення кваліфікаційної мети
- NR = Національний рекорд
- N/A (Не застосовується) = Раунд не застосовується до події
- Bye = Спортсмену не потрібно брати участь у раунді

Трек і дорожні дисципліни
| Спортсмен    | Дисципліна      | Попередній забіг | Попередній забіг | Півфінал        | Півфінал        | Фінал           | Фінал           |
| Спортсмен    | Дисципліна      | Результат        | Місце            | Результат       | Місце           | Результат       | Місце           |
| ------------ | --------------- | ---------------- | ---------------- | --------------- | --------------- | --------------- | --------------- |
| Муса Хайдарі | Чоловіки, 800 м | 1:48.96          | 8                | Завершив виступ | Завершив виступ | Завершив виступ | Завершив виступ |

## Бокс
Косово взяло участь в олімпійському турнірі з однією жінкою-боксером після отримання тристоронніх квот на запрошення.
| Спортсмен     | Дисципліна            | 1/16 фіналу        | 1/8 фіналу         | Чвертьфінал        | Півфінал           | Фінал              | Фінал            |
| Спортсмен     | Дисципліна            | Суперник Результат | Суперник Результат | Суперник Результат | Суперник Результат | Суперник Результат | Місце            |
| ------------- | --------------------- | ------------------ | ------------------ | ------------------ | ------------------ | ------------------ | ---------------- |
| Донєта Садіку | Бокс, до 60 кг, жінки | Дюбуа (GBR) L 0–5  | Завершила виступ   | Завершила виступ   | Завершила виступ   | Завершила виступ   | Завершила виступ |

## Дзюдо
Косово представило до п'яти дзюдоїстів (одного чоловіка та чотирьох жінок) до олімпійського турніру, що базується на індивідуальному рейтингу Олімпійських ігор Міжнародної федерації дзюдо. 
| Спортсмен         | Категорія          | 1/32 фіналу          | 1/16 фіналу           | 1/8 фіналу                | Чвертьфінал              | Півфінал                  | Втішний поєдинок        | Фінал / БМ             | Фінал / БМ       |                  |
| Спортсмен         | Категорія          | Суперник Результат   | Суперник Результат    | Суперник Результат        | Суперник Результат       | Суперник Результат        | Суперник Результат      | Суперник Результат     | Місце            |                  |
| ----------------- | ------------------ | -------------------- | --------------------- | ------------------------- | ------------------------ | ------------------------- | ----------------------- | ---------------------- | ---------------- | ---------------- |
| Акіл Г'якова      | Чоловіки, до 73 кг | Айяш (YEM) W 100–000 | Стамп (SUI) W 111–000 | Масіас (SWE) W 101–000    | Цендочір (MGL) L 001–101 | Завершив виступ           | Оруджев (AZE) L 001–101 | Завершив виступ        | 7                |                  |
| Дістрія Краснічі  | Жінки, до 48 кг    | Н/Д                  | не брав участі        | Чібана (BRA) W 100–000    | Лінь Ч-х (TPE) W 100–000 | Мунхбатин (MGL) W 102–002 | не брав участі          | Тонакі (JPN) W 100–000 | 1                |                  |
| Майлінда Келменді | Жінки, до 52 кг    | Н/Д                  | Папп (HUN) L 000–100  | Завершила виступ          | Завершила виступ         | Завершила виступ          | Завершила виступ        | Завершила виступ       | Завершила виступ |                  |
| Нора Г'якова      | Жінки, до 57 кг    | Н/Д                  | не брав участі        | Верхаген (NED) W 001–000  | Кайзер (SLO) W 110–000   | Йосіда (JPN) W 101–000    | не брав участі          | Сізік (FRA) W 101–000  | 1                |                  |
| Лоріана Кука      | Жінки, до 78 кг    | Н/Д                  | не брав участі        | Бабінцева (ROC) L 000–100 | Завершила виступ         | Завершила виступ          | Завершила виступ        | Завершила виступ       | Завершила виступ | Завершила виступ |

## Стрільба
Косово отримало запрошення від Тристоронньої комісії надіслати на Олімпійські ігри стрільців (чоловіків) із гвинтівок, якщо буде досягнуто мінімальний кваліфікаційний бал (MQS). 
| Спортсмен       | Дисципліна                           | Кваліфікація | Кваліфікація | Фінал           | Фінал           |
| Спортсмен       | Дисципліна                           | Результат    | Місце        | Результат       | Місце           |
| --------------- | ------------------------------------ | ------------ | ------------ | --------------- | --------------- |
| Дрілон Ібрагімі | Чоловіки, пневматична гвинтівка 10 м | 608.8        | 46           | Завершив виступ | Завершив виступ |

## Плавання
Косово отримало запрошення FINA щодо універсальності відправити двох плавців з найвищим рейтингом (одного чоловіка та жінку) на їхні окремі змагання на Олімпійські ігри, засновані на бальній системі FINA від 28 червня 2021 року.
| Спортсмен       | Дисципліна                     | Заплив  | Заплив | Півфінал        | Півфінал        | Фінал            | Фінал            |
| Спортсмен       | Дисципліна                     | Час     | Місце  | Час             | Місце           | Час              | Місце            |
| --------------- | ------------------------------ | ------- | ------ | --------------- | --------------- | ---------------- | ---------------- |
| Ольт Кондіроллі | Чоловіки, 100 м вільним стилем | 54,33   | 64     | Завершив виступ | Завершив виступ | Завершив виступ  | Завершив виступ  |
| Еда Зекірі      | Жінки, 400 м вільним стилем    | 4:38.02 | 24     | Н/Д             | Н/Д             | Завершила виступ | Завершила виступ |

## Боротьба
Косово кваліфікувало одного борця для вільного стилю серед чоловіків 125 кг, визнавши ліцензію Об'єднаної світової боротьби, після дискваліфікації двох борців за порушення антидопінгових правил.  Більше того, ці Ігри ознаменували дебют країни у цьому виді спорту.

Легенда:
- VT (рейтингові бали: 5–0 або 0–5) -  Перемога на туше.
- VB (рейтингові бали: 5–0 або 0–5) - Перемога через травму (VF за втрату, VA за вилучення або дискваліфікацію)
- PP (рейтингові бали: 3–1 або 1–3) - Рішення за балами - переможений з технічними балами.
- PO (рейтингові бали: 3–0 або 0–3) - рішення за балами - переможений без технічних балів.
- ST (рейтингові бали: 4–0 або 0–4) - Велика перевага - переможений без технічних балів та перемогою щонайменше 8 (греко-римський) або 10 (вільний стиль) балів.
- SP (рейтингові бали: 4–1 або 1–4) - Технічна перевага - переможений з технічними балами та перемогою принаймні 8 (греко-римський) або 10 (вільний стиль) балів.

Вільний стиль, чоловіки
| Спортсмен  | Категорія           | 1/8 фіналу            | Чвертьфінал        | Півфінал           | Втішний поєдинок   | Фінал / БМ         | Фінал / БМ      |
| Спортсмен  | Категорія           | Суперник Результат    | Суперник Результат | Суперник Результат | Суперник Результат | Суперник Результат | Місце           |
| ---------- | ------------------- | --------------------- | ------------------ | ------------------ | ------------------ | ------------------ | --------------- |
| Егзон Шала | Чоловіки, до 125 кг | Беррахал (ALG) W 6−0F | Заре (IRI) L 2−13  | Завершив виступ    | Завершив виступ    | Завершив виступ    | Завершив виступ |